# Distenia mermudesi
Distenia mermudesi là một loài bọ cánh cứng trong họ Cerambycidae.